# Colonia Rincón Villa del Valle
Colonia Rincón Villa del Valle är en ort i Mexiko.   Den ligger i kommunen Valle de Bravo och delstaten Mexiko, i den södra delen av landet, 110 km väster om huvudstaden Mexico City. Colonia Rincón Villa del Valle ligger 1 900 meter över havet och antalet invånare är 1 138.
Terrängen runt Colonia Rincón Villa del Valle är lite bergig. Runt Colonia Rincón Villa del Valle är det ganska tätbefolkat, med 116 invånare per kvadratkilometer. Närmaste större samhälle är Valle de Bravo, 2,1 km sydväst om Colonia Rincón Villa del Valle. I omgivningarna runt Colonia Rincón Villa del Valle växer huvudsakligen savannskog.